# Шоста частина світу
«Шоста частина світу» (рос. Шестая часть мира) — радянський неігровий пропагандистський фільм, знятий режисером Дзиґою Вертовим 1926 року. У форматі подорожі він зобразив різні народи держави та їхні краї у віддалених районах СРСР. 
Завдяки «Шостій частині світу» та наступному фільму «Одинадцятий» (1928) Вертов розвинув свій стиль, у якому він досяг успіху у своєму найвідомішому фільмі «Людина з кіноапаратом» (1929).

## Сюжет
Початок фільму зображає важке життя робітничого класу за капіталізму. Потім показані різні племена та народності СРСР, які живуть своїм життям, і багатства країни, які тепер належать «єдиному радянському народу». Держава витрачає дохід від хутра на покупку верстатів для фабрик та заводів. Минуле повсякденне життя та економіка замінюються новим. СРСР експортує свої товари в інші країни та поступово стає економічно незалежною державою.
Фільм зосереджений на культурному та економічному різноманітті та фактично є закликом до об’єднання з метою побудови «повного соціалістичного суспільства».

## Творча команда
- Режисер: Дзиґа Вертов
- Сценарист: Дзиґа Вертов
- Оператори: Михайло Кауфман, Іван Бєляков, Самуїл Бендерський, Петро Зотов, Н. Константінов, Олександр Лемберг, І. Струков, Якоб Толчан
- Монтаж:  Дзиґа Вертов, Єлизавета Свілова
- Виробництво: РЦСДФ (Російська центральна студія документальних фільмів)[1]

## Історія створення
Стрічку замовили як рекламу зовнішнього торговельного підприємства «Держторг» для популяризації експортних можливостей СРСР. Вертов, однак, зняв її як музично-поетичний твір про землю та населення країни. Одним із задумів режисера було показати етапи перетворення енергії в часи НЕПу: природні багатства завдяки селянам перетворюються на корисні продукти, які потім переробляє та продає за кордон компанія «Держторг»; ця ж організація імпортує матеріали, що йдуть на розвиток промисловості, а промисловість у свою чергу створює нові інструменти виробництва, з якими селяни ефективніше працюють.
Для фільму Вертов використав кадри, зняті вісьмома командами операторів-«кіноків» під час їхніх подорожей. Оператори стрічки відзняли 26 тисяч метрів плівки, з яких у фінальний монтаж увійшло трохи більше тисячі. Залишений матеріал оператори згодом використали у власних фільмах: «Тунгус» (1927, оператор П. Зотов, монтаж Є. Свілової); «Мисливство та оленівництво в області Комі» (1927, режисер С. Лямін, оператори С. Бендерський та Юдін); два фільми Я. Толчана «Життя національних меншин» (1926) та «Бухара» (1927).
2009 року фільм перевипустили на DVD.

## Відгуки та рецензії
Після випуску фільму схвальний відгук про нього опублікувала газета «Правда». Періодичне видання «Радянський екран» писало: «Цей фільм показує нам, що російський кінематограф знайшов правильний шлях». Проте відомі критики стрічку розкритикували. Так, критик Віктор Шкловський у своїй статті «Кінооки та інтертитри» звинуватив фільм у вигадці, а за словами критика Іполіта Соколова, фільм є «деформацією фактів, зробленою за допомогою монтажу». Фільм залишився в основному невикористаним офіційною пропагандою, а Вертова виключили з виробництва «Совкіно» 1927 року, після того як звинуватили його в перевищенні початкового бюджету в 40 тисяч рублів більш ніж утричі (насправді фільм коштував вдвічі більше).
Сам Вертов у серпні 1926 року напередодні широкого прокату стрічки дав розлоге інтерв'ю газеті «Кіно», в якому казав таке:
|                | Думки мої про цю кінороботу групуються навколо наступних п'яти положень. По-перше: «Шоста частина світу» — це більше, ніж кінофільма, більше, ніж те, що ми звикли розуміти під словом «кінофільма». Чи то хроніка, чи то комедія, чи то художній кінобойовик — «Шоста частина світу» десь за межами цих визначень, це вже наступна ступінь після самого поняття «кінематограф». По-друге: у цієї фільми немає, власне, «глядачів» у межах СРСР, тому що всі трудящі СРСР (130—140 мільйонів) є не глядачами, але учасниками цієї фільми. Самий сенс цієї картини та її побудова дозволяє тепер практично важке теоретичне питання про знищення кордону між глядачами і видовищем. У «Шостої частини світу» не може бути в межах СРСР критиків-противників або критиків-прихильників, тому що і противники, і прихильники також є учасниками цієї фільми. По-третє: «Шоста частина світу», очевидно, остаточно вирішує питання про повну перемогу методу Кіно-Ока над методами «акторської», «ігрової» кінематографії. По-четверте: незалежно від будь-яких течій і напрямів «Шоста частина світу» встановлює свого роду кінорекорд, а на думку знайомих з цією роботою товаришів — справді світовий рекорд. По-п'яте: питання про належну підготовку до показу цієї картини, питання про її широку демонстрацію розв’язується сам собою. Навряд чи хтось наважиться взяти на себе відповідальність за непоказ чи штучно ослаблений показ цієї величезної «поеми фактів». |
| — Дзиґа Вертов | |

Фільм неодноразово показували на кінофестивалях:
- Europalia Russia 2005, Брюссель (Бельгія), 2005
- Місяць документального кіно, Ліон (Франція), 2008
- Avant-gardes russes du Centre Pompidou, Париж (Франція), 2011
- Fondation Jérôme Seydoux. Octobre 1917, une révolution en images, Париж (Франція), 2017